# 66 Portland Place
66 Portland Place est un immeuble de bureaux de style Art déco situé à Marylebone dans le centre de Londres, près du petit quartier de Fitzrovia. Situé à l'angle de Portland Place et de Weymouth Street, il sert de siège au Royal Institute of British Architects («RIBA»). 

## Histoire
Le RIBA avait été logé au 9 Conduit Street à partir de 1859. Cependant, la croissance de l'institut avait nécessité un déménagement dans des locaux plus grands, avec un concours annoncé en 1929 pour concevoir un nouveau bâtiment  . Le concours a attiré 284 concurrents ; un nombre élevé par rapport à la modestie relative de la construction, mais peut-être pas surprenant compte tenu de la destination future du bâtiment. Le dessin gagnant a été réalisé par George Gray Wornum. 
La construction a commencé en 1932, avec la première pierre posée le 28 juin 1933 par Thomas, Lord Howard de Walden, un grand mécène des arts. Le bâtiment a été officiellement inauguré le 8 novembre 1934 par le roi et la reine de l'époque, George V et Mary . 
Le 14 septembre 1970, trente-sept ans après sa construction, le bâtiment est classé au grade II * (la deuxième catégorie la plus élevée d'Angleterre et du Pays de Galles) . 
En 2012, le Royal Institute of British Architects a commencé une étude de faisabilité sur la modification ou le déménagement du bâtiment, mais l'occupe toujours en 2021.

## Architecture
Le bâtiment est conçu principalement dans le style Art déco, mélangé avec le néoclassique tardif (également connu sous le nom de néoclassique impérial, d'après les œuvres de Sir Edwin Lutyens et Sir Herbert Baker). Extérieurement, les éléments Art Déco se manifestent dans les portes en bronze, les motifs architecturaux et la fenêtre principale de plusieurs étages. La rustication et la régularité de la travée présentent les éléments du classicisme . 

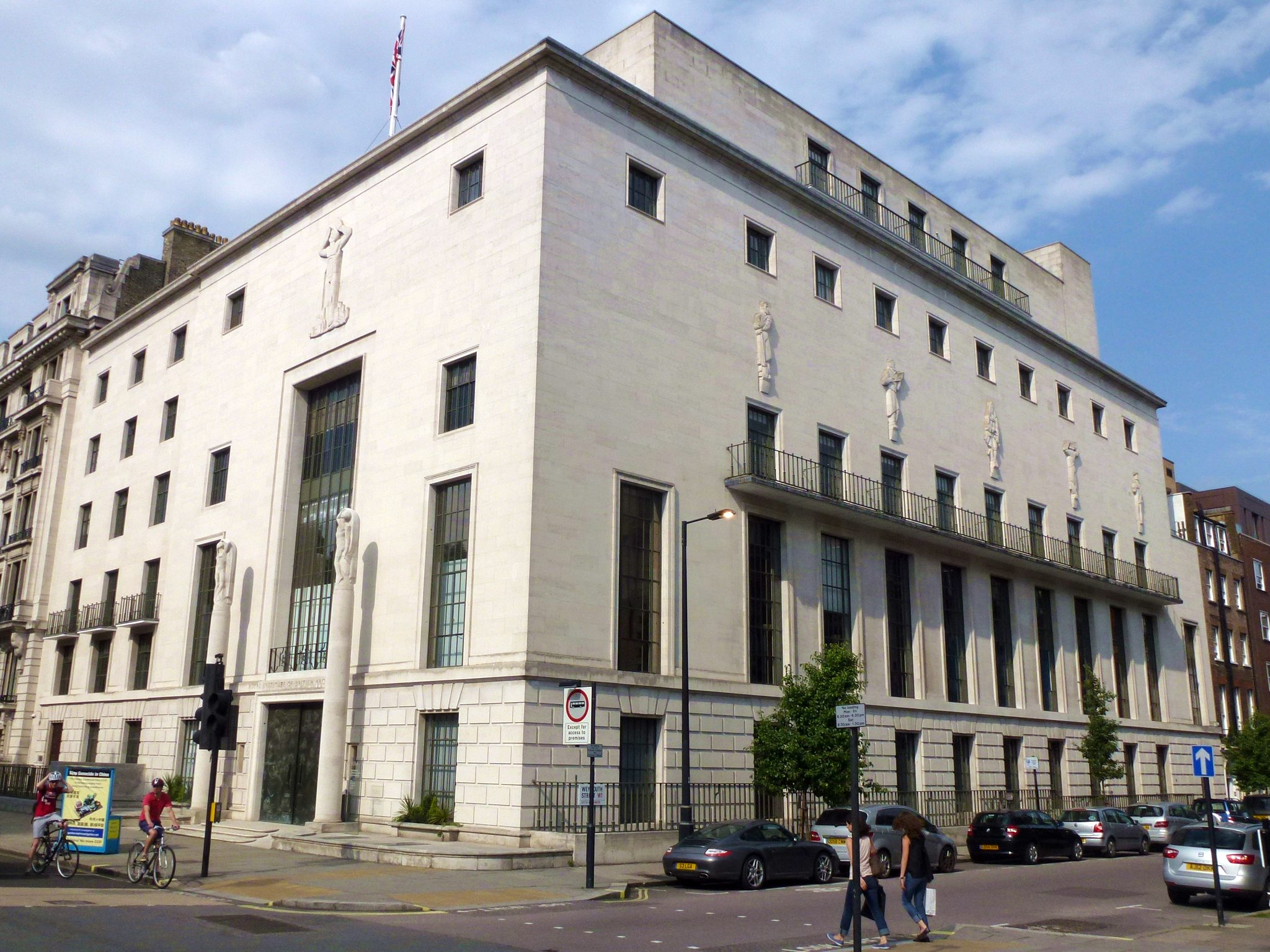
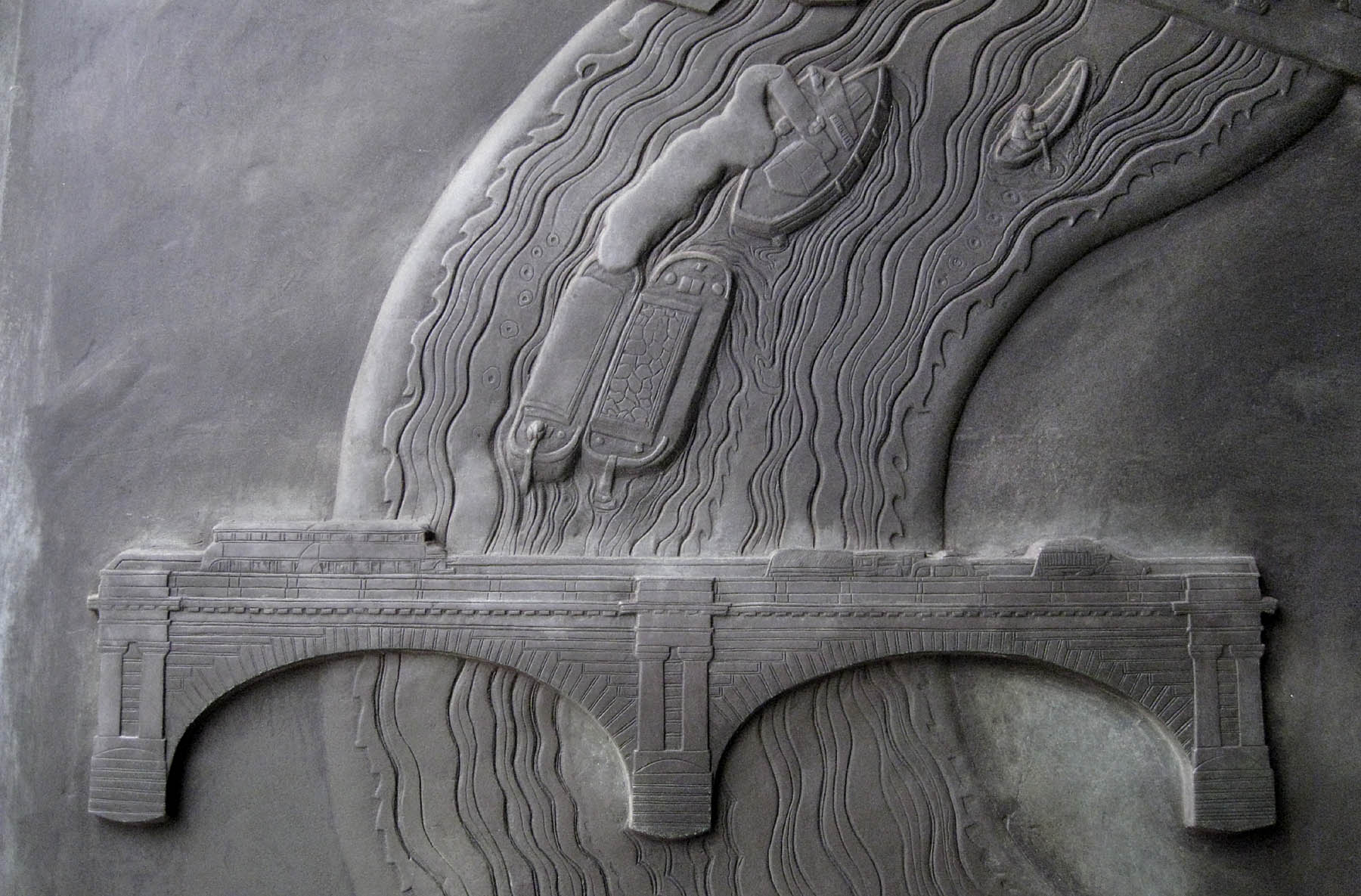
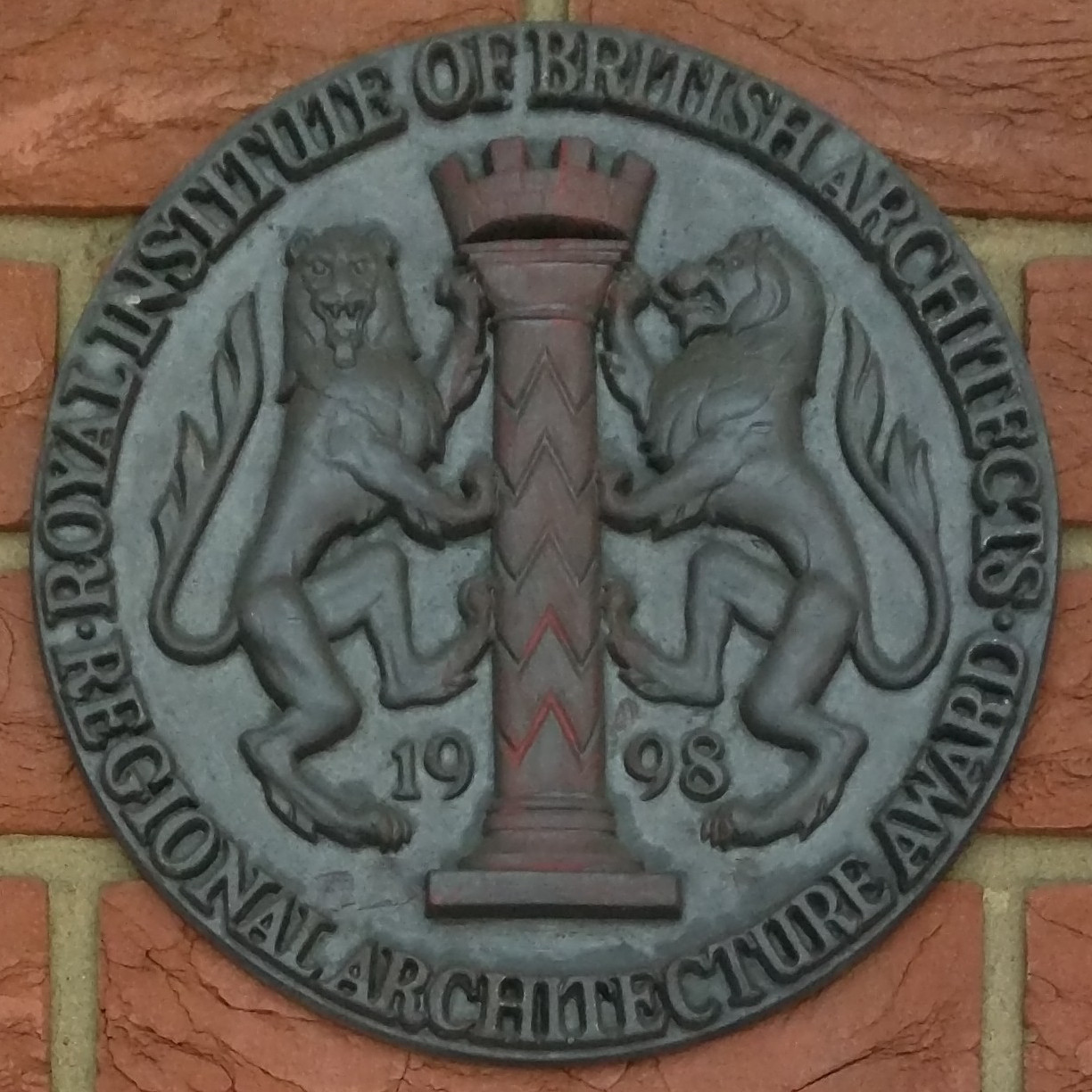
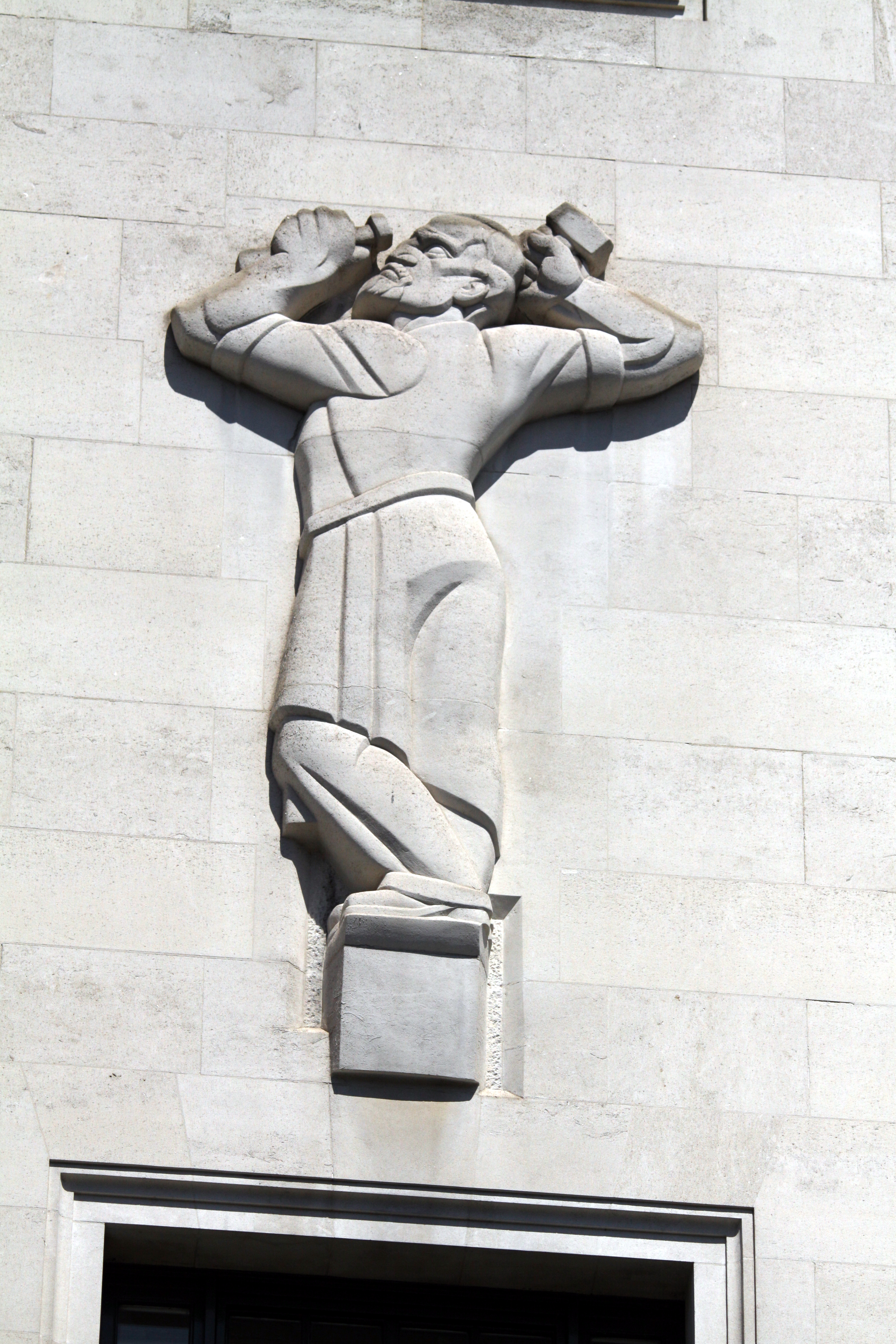